# 台北に舞う雪
『台北に舞う雪』は、2009年の中国・日本・香港・台湾合作映画。第22回東京国際映画祭コンペティション部門で上映された。監督は『山の郵便配達』『故郷の香り』などで知られる中国の巨匠フォ・ジェンチイ。

## ストーリー
台湾新北市、ローカル線の終着駅がある小さな街・菁桐（チントン）。孤児として育った青年モウ（チェン・ボーリン）と、突然声が出なくなり、失踪した新人歌手メイ（トン・ヤオ）が出会う。

## キャスト
- チェン・ボーリン：モウ
- トン・ヤオ：メイ
- トニー・ヤン：レイ
- モー・ズーイー：ジャック
- ジャネル・ツァイ：リサ
- テレサ・チー：ウェンディ